# Milagres de Jesus (telessérie)
Milagres de Jesus é uma série de televisão bíblica brasileira produzida pela Record em parceria com a Academia de Filmes, e exibida entre 22 de janeiro de 2014 a 24 de fevereiro de 2015 em duas temporadas com 35 episódios, tendo ainda distribuição em DVD pela Warner Home Video. Cada episódio teve um custo estimado de R$ 900 mil, o maior já investido por um seriado brasileiro. A série que conta a saga de pessoas agraciadas pelos milagres de Jesus, foi originalmente idealizada por Renato Modesto, que escreveu dezessete episódios, tendo ainda como roteiristas Vivian de Oliveira, Maria Claudia Oliveira, Paula Richard, Gustavo Reiz e Camilo Pellegrini, e direção geral de João Camargo. 
A série levou o prêmio na categoria de Melhor Produção de 2014 pelo Festival y Mercado de Televisión Internacional, da Argentina.

## Produção
A Academia Filmes, com o apoio da RIC TV gravaram o episódio "A Cura da Mão Ressequida" em Guarapuava, no Paraná. Outra cidade paranaense que serviu de cenário para a gravação da série é Maringá, na região norte do estado. Além do Paraná, Piauí também foi cenário para gravação de alguns episódios da série. A primeira temporada teve 21 episódios sempre exibidos as quartas-feiras, às 21:45, de 22 de janeiro a 25 de junho de 2014 (nos dias 4 e 11 de junho não foram exibidos episódios inéditos). Essa temporada foi reprisada entre 05 de Janeiro a 29 de Janeiro de 2015, de segunda a quinta-feira, às 22h30. A segunda e última temporada teve 14 episódios e foi exibida de 2 de fevereiro a 24 de fevereiro de 2015, também de segunda a quinta-feira, às 22h30. Em 02 de abril de 2017, passou a ser reprisada nas manhãs de domingo às 6h30.

## Enredo
Cada episódio do seriado conta uma das histórias clássicas dos tempos de Jesus Cristo, sendo enredo e elenco completamente diferentes em cada uma delas.

## Episódios

### Temporada 1 (2014)
| # | #  | Título                                 | Escritor(s)            | Exibição original       |
| --- | -- | -------------------------------------- | ---------------------- | ----------------------- |
| 1 | 1  | "A Pesca Maravilhosa"                  | Vívian de Oliveira     | 22 de janeiro de 2014   |
| Conta como o pescador Simão (Caio Junqueira) se tornou discípulo de Jesus, passando a se chamar Pedro. |    |                                        |                        |                         |
| 2 | 2  | "A Mulher Encurvada"                   | Renato Modesto         | 29 de janeiro de 2014   |
| A sofrida vida de Miriam (Roberta Gualda), uma mulher bela e honrada, que perde completamente a fé após as muitas dificuldades e provações que surgem em seu caminho. |    |                                        |                        |                         |
| 3 | 3  | "O Leproso de Genesaré"                | Renato Modesto         | 5 de fevereiro de 2014  |
| A história do leproso de Genesaré mostra como o sofrimento profundo transforma a personalidade de Barzilai (Milhem Cortaz), um rico comerciante de peixes. |    |                                        |                        |                         |
| 4 | 4  | "A Cura da Mão Ressequida"             | Camilo Pellegrini      | 12 de fevereiro de 2014 |
| Conta a história de Gerson (Chay Suede), um jovem judeu de boa índole. Após seu casamento e um bom período de felicidade, sua mão esquerda começa a apodrecer devido a peste. |    |                                        |                        |                         |
| 5 | 5  | "O Endemoniado de Gerasa"              | Renato Modesto         | 19 de fevereiro de 2014 |
| Quenate (Cláudio Gabriel) é um homem de bem, que ajuda a quem precisa, casado e pai amoroso. Aos poucos, Quenate começa a ser atormentado por espíritos malignos. Após tentar suicídio pela segunda vez, Jesus muda a vida de Quenate. |    |                                        |                        |                         |
| 6 | 6  | "A Cura do Servo do Centurião"         | Renato Modesto         | 26 de fevereiro de 2014 |
| Este episódio retrata a emocionante relação de amor e fé entre o centurião romano Fídeas (João Vitti) e seu servo Rafael (Gustavo Leão). Após ver Rafael gravemente ferido, Fídeas recorrerá ao mestre dos mestres. |    |                                        |                        |                         |
| 7 | 7  | "A Impura"                             | Paula Richard          | 6 de março de 2014      |
| Ana (Rafaela Mandelli), uma mulher doce que vive um casamento apaixonado com Matias (Augusto Garcia). Após o parto de sua primeira filha, suas regras chegam e não terminam mais. Uma feiticeira revela que a doença de Ana é uma maldição e não é permitido que Ana toque nas demais pessoas, pois, está impura. |    |                                        |                        |                         |
| 8 | 8  | "O Inválido do Tanque de Betesda"      | Renato Modesto         | 12 de março de 2014     |
| Elói (Gabriel Gracindo/Gracindo Júnior), junto ao primo Tobias (Bruno Ferrari), sofre as consequências da disputa de terras da família. Os romanos deixam Elói paralítico e Tobias fica cego. Os dois viajarão ao tanque de Batesda, uma fonte de água cercada por cinco pavilhões de pedra, onde acreditam que encontrarão a cura. |    |                                        |                        |                         |
| 9 | 9  | "O Homem Hidrópico"                    | Renato Modesto         | 19 de março de 2014     |
| Davi (Ricky Tavares) e Ester (Pérola Faria) decidem se casar. Mas, Cosbi (Daniel Bouzas), um rico comerciante, também vê em Ester uma mulher para casar e ser a mãe de seus filhos. Ao saber do casamento, Cosbi decide tirar Davi de seu caminho. Davi é salvo por Airã (Eduardo Pires), um jovem com aparência monstruosa, de alma angelical. Davi possibilita que Airã tenha um belo encontro com Jesus, o que permite ele a chance de viver como sempre sonhou. |    |                                        |                        |                         |
| 10 | 10 | "A Filha de Jairo"                     | Maria Cláudia Oliveira | 26 de março de 2014     |
| Débora (Letícia Pedro) é filha de Jairo (Floriano Peixoto), chefe da Sinagoga de Cafarnaum. Para Débora, seu pai é um herói. Para a sociedade, um tirano que usa o medo para impor respeito. Ao saber que Jairo pune com chicotadas um servo, Débora corre desesperada e cai no lago Genesaré. Depois de quase morrer afogada, Débora fica muito doente e Jairo começa a enxergar em Jesus a única chance de não perdê-la. |    |                                        |                        |                         |
| 11 | 11 | "O Surdo de Decápolis"                 | Renato Modesto         | 2 de abril de 2014      |
| Duma (Julio Oliveira) é um jovem surdo que foi criado desde os cinco anos na casa dos tios Hadad (Roger Gobeth) e Zima (Bianca Castanho). Hadad nutre um ódio por Duma pelo fato do rapaz ser filho de seu grande amor, Neziá (Ana Paula Tabalipa). Em uma viagem a Betsaida, há um fato surpresa que faz com que Hadad se arrependa de todos os erros cometidos a Duma. |    |                                        |                        |                         |
| 12 | 12 | "A Cura do Cego de Nascença"           | Renato Modesto         | 9 de abril de 2014      |
| Uriel (Kadu Schons/Guilherme Berenguer), um rapaz de alma pura que nasceu cego. Apesar de muito amado e protegido pelos pais, Uriel teve que aprender a conviver com a rejeição e o preconceito desde muito cedo. Noemi (Stephanie Muller/Marina Rigueira) é a grande paixão de Uriel. Prometida a Gideão (Bernardo Simões/Daniel Erthal), seu pai a manda para Jerusalém. Uriel também parte para Jerusalém atrás de sua amada e passa por inúmeras dificuldades até encontrar Jesus, que lhe propiciará um recomeço em sua vida. |    |                                        |                        |                         |
| 13 | 13 | "A Ressurreição do Filho da Viúva"     | Renato Modesto         | 16 de abril de 2014     |
| Este episódio narra uma guerra sangrenta entre romanos e camponeses núbios. A água é um dos fatores que servem como estopim para esta guerra. Preso no calabouço da Sinagoga, o jovem Josias (Zeca Gurgel) falece e deixa sua mãe desesperada. Enquanto romanos, camponeses e núbios lutam, Jesus Cristo, seus discípulos e uma multidão seguem rumo ao local dos acontecimentos. Prestes a chegar, a comitiva se depara com o cortejo de Josias, que é agraciado com um milagre. |    |                                        |                        |                         |
| 14 | 14 | "A Cura do Cego de Jericó"             | Renato Modesto         | 23 de abril de 2014     |
| Bartimeu (Daniel Ávila) é um jovem trabalhador que vive uma vida simples junto a seus pais e o irmão Naor (Victor Pecoraro). Bartimeu é acometido por uma doença nos olhos e fica cego. Naor julga seu irmão incapaz e o rejeita. Temendo ser um peso para sua família, Bartimeu sai de casa e passa a mendigar nas ruas de Jericó. Bartimeu enfrenta dificuldades nas ruas até que encontra com Jesus. |    |                                        |                        |                         |
| 15 | 15 | "A Cura do Paralítico de Cafarnaum"    | Renato Modesto         | 30 de abril de 2014     |
| Quiramin (Petrônio Gontijo) é dono de um vinhedo. Ele e seus sócios passam por períodos difíceis, de baixa colheita. Por não conseguir pagar os impostos aos romanos, Quiramin e familiares são levados como escravos para trabalhar em uma mina de prata. Lá eles sofrem com as condições de trabalho e os abusos impostos pelos soldados. Quiramin luta e consegue a sua liberdade e a de seus companheiros, mas, acaba paralítico. O que ele não espera é que sua fé e um encontro com Jesus darão a ele uma nova chance. |    |                                        |                        |                         |
| 16 | 16 | "A Cura de um Menino Possesso"         | Renato Modesto         | 7 de maio de 2014       |
| Uma aldeia é acometida por mortes de animais por causas desconhecidas, até que Eminus (Danilo Sacramento) captura o monstro que vem assustando os locais. O menino Auzate (Pablo Mothé), filho dos camponeses Oséias (Bruno Padilha) e Adira (Janaína Ávila), se aproxima e é hipnotizado pelo monstro. A partir deste momento, a família passa a viver situações aterrorizantes, acontecimentos que acabam resultando na morte de Adira. Sozinho e sem saber como lidar com seu filho, Oséias recebe a notícia de que Jesus está próximo. |    |                                        |                        |                         |
| 17 | 17 | "Os Dez Leprosos"                      | Gustavo Reiz           | de maio de 2014         |
| Doran (Caetano O'Maihlan), um jovem humilde que trabalha prestando serviços a comerciantes da cidade de Samaria. Ao ajudar a leprosa Yoná (Lu Grimaldi), Doran é contaminado pela peste. Doran se afasta da sociedade e vai viver num acampamento de leprosos. Dez homens doentes são agraciados com um belo milagre do Messias. |    |                                        |                        |                         |
| 18 | 18 | "Milagres em Genesaré"                 | Renato Modesto         | 21 de maio de 2014      |
| Jesus e seus discípulos chegam a cidade de Genesaré. Isar (Rael Barja) está com tuberculose e muito debilitado. Calá (Marcos Ácher) sofre um derrame cerebral e tem o lado direito do corpo paralisado. Jair (João Fernandes) é filho da serva Carmela (Luíza Tomé) e tem deficiência visual. Barduc (Rodrigo Turazzi) tem uma deficiência na perna. Numa praia, Jesus está rodeado pelo povo. Isar, Calá, Barduc e Jair vão ao seu encontro de Jesus e a uma bela mudança acontece na vida de todos. |    |                                        |                        |                         |
| 19 | 19 | "A Cura do Filho do Oficial do Rei"    | Camilo Pellegrini      | 29 de maio de 2014      |
| Petrônio (João Vítor Silva) e Ariela (Larissa Biondo) são dois jovens que veem os laços de amizade se transformar em amor verdadeiro. Petrônio é filho de Eliano (Ernani Moraes), um rígido oficial do rei de Roma, que trava uma guerra de egos com o hebreu Itamar (Claudio Tovar), pai de Ariela. Ao tentar fugir com Ariela, Petrônio é ferroado no pescoço por um escorpião. Vendo o filho febril e fraco, Eliano implora a Jesus que cure Petrônio e tem seu pedido atendido. |    |                                        |                        |                         |
| 20 | 20 | "A Pecadora que Ungiu os Pés de Jesus" | Renato Modesto         | 18 de junho de 2014     |
| Diná (Tammy Di Calafiori) é uma jovem camponesa que sonha em realizar um bom casamento. A jovem acaba se entregando ludibriada pelas palavras de Daniel (Duda Nagle) e engravida. Desprezada por Daniel, desolada e com medo da família, Diná foge de casa e segue para Cafarnaum, onde é acolhida pela prostituta Samira (Talita Castro). Diná tem um menino com uma marca de nascença e a jovem sai às ruas em busca de um lar para o filho. Com muito remorso, Diná escolhe uma casa para deixar o bebê. Mesmo após anos, Diná continua sofrendo por ter abandonado o filho e por ter que vender o corpo para sobreviver. Samira vendo a tristeza da amiga conta a ela sobre Jesus, e que ele pode ajudá-la a acabar com o sofrimento. As duas decidem ir ao encontro do profeta. Em um belo encontro, Diná é agraciada com o perdão e tem a chance de recomeçar a sua vida sem culpa e sem vergonha do passado. |    |                                        |                        |                         |
| 21 | 21 | "Milagres à Beira do Mar"              | Camilo Pellegrini      | 25 de junho de 2014     |
| A história de três mulheres: Jéssica (Jussara Freire), Gabriela (Jeniffer Setti) e Isabel (Marcelly Espirito Santos). Jéssica é uma senhora idosa, que fica desolada por não ir ao casamento de seu filho Jaime (Sérgio Abreu). Sofre uma queda e fica machucada.Gabriela é casada com o pescador Emanuel (Diogo Oliveira) e está grávida. Seu marido some no mar e sua filha nasce adoentada. Isabel é uma menina cega, que tem uma bela voz e é aprisionada. As vidas delas se entrelaçam e as três se encontram numa praia, quando são agraciadas por Jesus. |    |                                        |                        |                         |

### Temporada 2 (2015)
| # | #  | Título                              | Escritor(s)            | Exibição original       |
| --- | -- | ----------------------------------- | ---------------------- | ----------------------- |
| 1 | 22 | "O Endemoniado de Cafarnaum"        | Camilo Pellegrini      | 2 de fevereiro de 2015  |
| O episódio O Endemoniado de Cafarnaum conta a história do sapateiro Gabriel (Ângelo Paes Leme). Ele é pai de Haya (Laís Pinho) e teve que aprender a cuidar de sua filha sozinho após o desaparecimento misterioso de sua esposa. Após um assalto em sua loja, ele passa a ser atormentado por uma força maligna que aos poucos toma conta do seu corpo com o objetivo de destruir tudo a sua volta. Na Sinagoga, o sapateiro tem um encontro com Jesus que retira todo o mal que se encontra em seu corpo. |    |                                     |                        |                         |
| 2 | 23 | "Um Cego em Betsaida"               | Paula Richard          | 3 de fevereiro de 2015  |
| Gideon (Guilherme Winter), carpinteiro e pai de família, ele é um homem orgulhoso e fiel às suas crenças religiosas, até que em um encontro com Marcius (Carlos Bonow), general do Império Romano, Gideon se deixa influenciar e aceita a encomenda proibida do oficial. |    |                                     |                        |                         |
| 3 | 24 | "O Publicano e o Jovem Rico"        | Camilo Pellegrini      | 4 de fevereiro de 2015  |
| A história conflituosa entre Jared (Felipe Kannenberg) e Zaqueu (Castrinho). Jared é um jovem que desde muito novo lutou para conquistar seus objetivos. Zaqueu é um cobrador de impostos de caráter duvidoso. O conflito entre Jared e Zaqueu aumenta a cada dia, pois, o jovem não admite mais ser roubado pelo publicano. Jared se mostrará um homem vingativo e sofrerá duras consequências por isso, enquanto que Zaqueu encontrará a redenção e a paz que tanto buscava. |    |                                     |                        |                         |
| 4 | 25 | "A Mulher Cananeia"                 | Maria Cláudia Oliveira | 5 de fevereiro de 2015  |
| Aion (Taumaturgo Ferreira), um sacerdote fenício que é famoso em Canaã por fazer rituais para deusa Hécate. Aion é casado com Lívia (Brendha Haddad) e pai de Melissa (Pietra Goa), que cuidam sempre de ofertar frutas e animais para agradar a deusa. Um dia, movido por ciúmes, Aion decide matar Lívia, Rômulo (Rafael Sardão) e também a pequena Melissa. Aion leva Melissa até um cemitério e planeja usá-la como oferenda a deusa Hécate, em um ritual para amaldiçoar Rômulo e Lívia. Melissa entra em transe, tomada pelo feitiço. Após Lívia andar por dias, ela encontra Jesus e o suplica por uma graça. |    |                                     |                        |                         |
| 5 | 26 | "O Endemoniado Cego e Mudo"         | Maria Cláudia Oliveira | 9 de fevereiro de 2015  |
| A história de amor proibido entre a bela Noemi (Mariana Molina) e o levita Aziz (Pedro Nercessian). Os jovens nutrem um amor puro e sincero, mas terão que enfrentar a negativa de Baena (Eduardo Semerjian), pai de Noemi. O problema é que Aziz não tem posses. Uma oportunidade surge na vida de Aziz, quando Venília (Karina Mello) se encanta pelo jovem. Ao tocar harpa por dinheiro em uma festa pagã, Aziz começa a enfrentar diversos problemas e só Jesus pode curá-lo. |    |                                     |                        |                         |
| 6 | 27 | "A Multiplicação dos Pães e Peixes" | Camilo Pellegrini      | 10 de fevereiro de 2015 |
| Uma família judia tem a plantação de cevada destruída por uma praga de gafanhotos.Tendo que lidar com a extrema miséria, a matriarca Aviva (Angelina Muniz) reforça seu carinho e afeto junto aos filhos Gael (Pedro Gracindo), Estela (Clara Maria) e Yesser (Lucca Diniz), além do seu marido Ismael (Ilya São Paulo). Felizmente, Jesus surge nas cercanias, alimenta milhares de famintos ao multiplicar pães e peixes e renova a esperança e a força de todos que ali estavam. |    |                                     |                        |                         |
| 7 | 28 | "A Mulher Samaritana"               | Paula Richard          | 11 de fevereiro de 2015 |
| Yarin (Thaís Fersoza) foi vendida ainda criança pelo pai Simon (Roberto Lopes) para o velho Zebulon (Luca de Castro). Ela cresceu e virou uma bela e sedutora mulher. Yarin se casa com Abel (Fifo Benicasa), um rico fabricante de azeite. Com pouco tempo de casado, Yarin fica viúva e, seguindo as leis de onde vivem, ela tem que se casar com um dos irmão de Abel. Ismael (Felipe Cunha), Gabriel (Cirillo Luna) e Youssef (Ricardo Vandré) disputam para quem vai ser o marido de Yarin. Ismael se casa com Yarin, mas falece logo depois. Gabriel então assume o lugar do irmão, mas também morre. Após enterrar três maridos, Yarin fica mal falada na região e seu cunhado Youssef se obriga a assumir a responsabilidade e se casa com ela. Após o casamento, Youssef descobre que Yarin tomava ervas para evitar a gravidez e expulsa a mulher de casa. Yarin então volta a casa do pai, que a oferece para Youssef como empregada. Sofrendo com a indiferença do ex-marido, Yarin se vê sozinha mas encontra alento no braços de Benjamin (Fernando Roncato), com o qual vive um amor proibido. Sua vida só muda quando em um encontro com Jesus. |    |                                     |                        |                         |
| 8 | 29 | "Milagres em Samaria"               | Paula Richard          | 12 de fevereiro de 2015 |
| Continua contando a saga de Yarin (Thaís Fersoza) que foi transformada diante das palavras de Jesus. Outros milagres são operados por Jesus, dentre os quais a cura do filho de Sara (Michelle Batista) e Saul (Betto Marque). |    |                                     |                        |                         |
| 9 | 30 | "A Mulher Adúltera"                 | Paula Richard          | 16 de fevereiro de 2015 |
| A história de Noemi (Giselle Itié). Casada com Saul (Bruce Comlevsky), um bem-sucedido comerciante de Jerusalém, Noemi segue satisfeita com o casamento, mas recente o fato do marido ser reservado e pouco expansivo, muito diferente de seu cunhado Efraim (Luciano Szafir), um esposo alegre e carinhoso para a sua irmã Talia (Gaby Haviaras). Abias (Gustavo Rodrigues), primo de Efraim, chega à cidade. Homem honesto e esforçado, logo vai trabalhar no comércio da família e conquista a simpatia de todos. Neste mesmo dia, Saul mata um de seus empregados. Saul se afasta de Noemi, enquanto Abias se aproxima da mulher, que se entrega ao amante. Noemi, condenada adúltera, é arrastada pelas ruas da cidade para que seja apedrejada até a morte. Eis que Jesus intercede a favor de sua vida. |    |                                     |                        |                         |
| 10 | 31 | "A Ressurreição de Lázaro"          | Renato Modesto         | 17 de fevereiro de 2015 |
| Conta a história de um jovem rapaz que na sua infância criou um grande laço de amizade com o menino Jesus: Lázaro (Iran Malfitano). Após um dia de trabalho, Lázaro se sente indisposto e com muitas dores. A doença de Lázaro se agrava e Lázaro morre. Jesus reúne seus discípulos e avisa que é hora de voltar para Judeia. Após quatro dias, Jesus chega para provar que quem crê nele viverá. |    |                                     |                        |                         |
| 11 | 32 | "A Cura do Servo do Sumo Sacerdote" | Renato Modesto         | 18 de fevereiro de 2015 |
| Malco (Vitor Hugo) é um homem sedento pela conquista de ser chefe do templo, cargo este dado a homens íntegros, sem qualquer defeito moral e físico. Para ser chefe do templo, Malco terá que ser o primeiro a capturar Jesus. Judas fica tentado a entregar o mestre a Malco. Neste episódio, Jesus ciente de que será traído e executado, organiza os preparativos para sua última ceia junto aos discípulos. |    |                                     |                        |                         |
| 12 | 33 | "Barrabás"                          | Renato Modesto         | 19 de fevereiro de 2015 |
| Como de costume, no período da Páscoa, os hebreus soltam um prisioneiro escolhido pelo povo. Pilatos (Edgar Amorim) apresenta ao povo duas opções: Jesus ou o famigerado bandido Barrabás (Roberto Bomtempo) devem ser escolhidos para a liberdade. Este episódio relata a vida de Barrabás e o relacionamento dele com Ada (Larissa Maciel). |    |                                     |                        |                         |
| 13 | 34 | "Os Dois Ladrões"                   | Vívian de Oliveira     | 23 de fevereiro de 2015 |
| Conta a história dos irmãos Gedeão (Cássio Scapin) e Zanoa (Eduardo Lago), que vivem como bandidos desde seus tempos de adolescência. |    |                                     |                        |                         |
| 14 | 35 | "A Crucificação"                    | Vívian de Oliveira     | 24 de fevereiro de 2015 |
| Depois de ser barbaramente açoitado, Jesus é jogado no calabouço, desacordado, numa cela ao lado da cela dos dois ladrões Gedeão (Cássio Scapin) e Zanoa (Eduardo Lago). |    |                                     |                        |                         |

## Exibição
A série foi reprisada em formato de telefilme com as suas duas temporadas em 24 de dezembro de 2024, dentro do Cine Record Especial, em uma espécie de maratona das 21h ás 0h15.

## Audiência
Em seu primeiro capítulo, no dia 22 de janeiro, na quarta-feira, a série conseguiu 10 pontos com picos de 13 na Grande São Paulo, ficando na vice-liderança. O número é considero um bom resultado pela emissora, que conseguiu dois dígitos no horário apenas no fim de José do Egito, exibido em 9 de outubro de 2013. Em Curitiba, a minissérie atingiu 8 pontos com picos de 10. Em seu segundo capítulo, no dia 29 de janeiro, os números despencaram para 7 pontos na Grande São Paulo. Apesar da baixa audiência, a emissora ainda conseguiu manter-se em segundo lugar. 

## Prêmios e indicações
| Ano  | Prêmio                                                 | Categoria               | Indicado          | Resultado | Ref.   |
| ---- | ------------------------------------------------------ | ----------------------- | ----------------- | --------- | ------ |
| 2014 | FyMTI (Festival Y Mercado de Televisión Internacional) | Melhor Produção de 2014 | Milagres de Jesus | Venceu    | [ 13 ] |